# Helochara mexicana
Helochara mexicana är en insektsart som beskrevs av Hamilton 1986. Helochara mexicana ingår i släktet Helochara och familjen dvärgstritar. Inga underarter finns listade i Catalogue of Life.